# EMB-145I Netra
EMB-145I Netra – indyjski samolot wczesnego ostrzegania, kontroli obszaru powietrznego, rozpoznania radiowego i elektronicznego oraz monitorowania sytuacji operacyjnej.

## Historia

### Geneza
Indie od dekad rozwiają własny przemysł lotniczy, konstruując i wprowadzając do linii maszyny rodzimych producentów. W lipcu 1985 roku kraj rozpoczął ambitny projekt naukowo-badawczy Airborne Surveillance Platform, którego celem było zbudowanie włansego, lotniczego systemu wczesnego ostrzegania, zabudowanego na samolocie HAL-748, licencyjnej wersji brytyjskiego Hawker Siddeley HS 748. Niestety dla projektu, 11 stycznia 1999 roku, jedne z trzech wybudowanych prototypów uległ katastrofie. W efekcie cały program zawieszono aby następnie całkowicie zakończyć. Nie mając poszukiwanego typu samolotu własnej produkcji, w październiku 2003 roku Indie zamówiły trzy rosyjskie maszyny Berijew A-50. Indyjskie samoloty otrzymały oznaczenie A-50EI. Pierwszy z nich wzbił się do swojego dziewiczego lotu 29 listopada 2007 roku. Maszyny wyposażone są w silniki PS-90A76. Od swoich rosyjskich odpowiedników, indyjskie A-50 różnią się zastosowanym systemem zadaniowym. Indie wybrały izraelski system Phalcon z radarem ze skanowaniem elektronicznym EL/M-2075. Za ich integrację z płatowcem odpowiadała izraelska firma Israel Aerospace Industries. W 2016 roku indyjski rząd autoryzował zakup kolejnych dwóch samolotów. Tak samo jak pierwsze trzy samoloty, następne dwa będą miały ten sam typ radaru. Pomimo zakupu zagranicznych systemów, nie poniechano rozwijania własnych projektów.

### Projekt

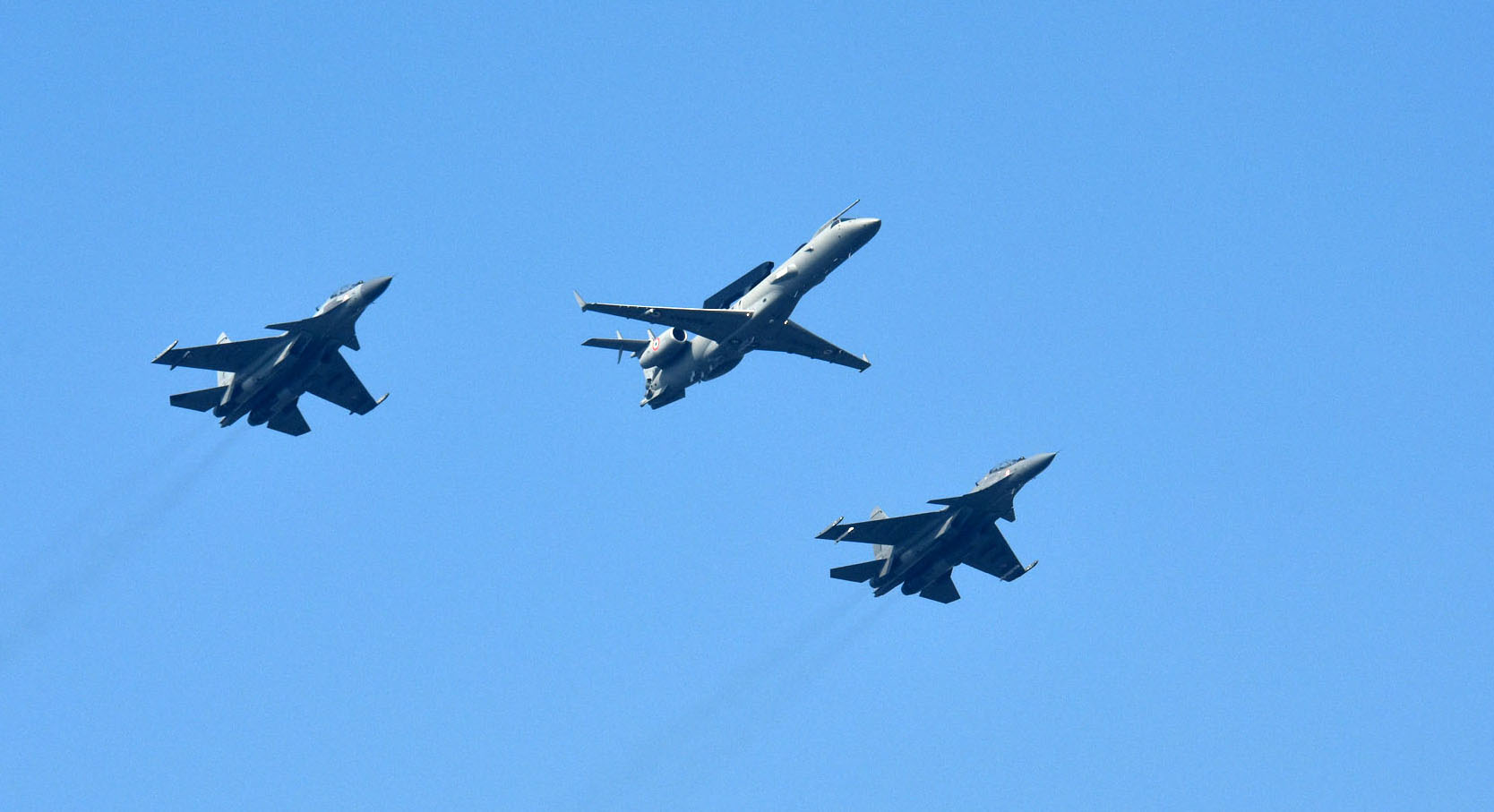
EMB-145I Netra podczas lotu w eskorcie indyjskich Su-30MKI

W 1999 roku indyjska rządowa organizacja naukowo badawcza Defence Research and Development Organisation (DRDO), wspólnie z Indyjskimi Siłami Powietrznymi, rozpoczęły praca nad sformułowaniem wymagań wobec nowego samolot wczesnego ostrzegania i kontroli obszaru powietrznego. Efektem prac było opublikowanie w 2002 roku parametrów, jakimi powinien charakteryzować się nowy samolot. Oczekiwano, iż maszyna będzie zdolna do wczesnego wykrycia statków powietrznych, ich śledzenie, naprowadzanie na wykryte cele własnych samolotów przechwytujących. Obok zadań rozpoznawczych, nowa konstrukcja ma umożliwiać również tworzenie obrazu powietrznej sytuacji taktycznej oraz jej przesyłanie do ośrodków dowodzenia, naziemnych systemów obronnych lub innych samolotów. Zgodnie z przyjętą strategią, oczekiwano, iż mające znaleźć się na pokładzie systemy i układy będą pochodziły od rodzimych producentów. Za ich opracowanie odpowiadały ośrodki naukowo-badawcze podporządkowane DRDO. W 2003 roku oficjalnie zainicjowano program budowy nowego samolotu a w 2004 roku przydzielono rządowe fundusze.  Nie mając własnego samolotu zdolnego do realizacji misji z wyposażeniem radiolokacyjnym, sięgnięto po brazylijski Embraer 145. Pasażerską maszynę, która z powodzeniem przeszła konwersje na samolot wczesnego ostrzegania Embraer P-99. Odpowiednie porozumienie, którego celem było przystosowanie samolotu do nowych zadań, DRDO podpisała z Embraerem w lutym 2005 roku. W marcu 2007 roku wybrano ostateczną wersję konfiguracji zadaniowej jaka miała się znaleźć na pokładzie nowej maszyny. 4 lipca 2008 roku podpisano kolejną umowę pomiędzy DRDO a brazylijskim producentem, której celem był zakup trzech samolotów wczesnego ostrzegania, zbudowanych na bazie Embraera 145. 

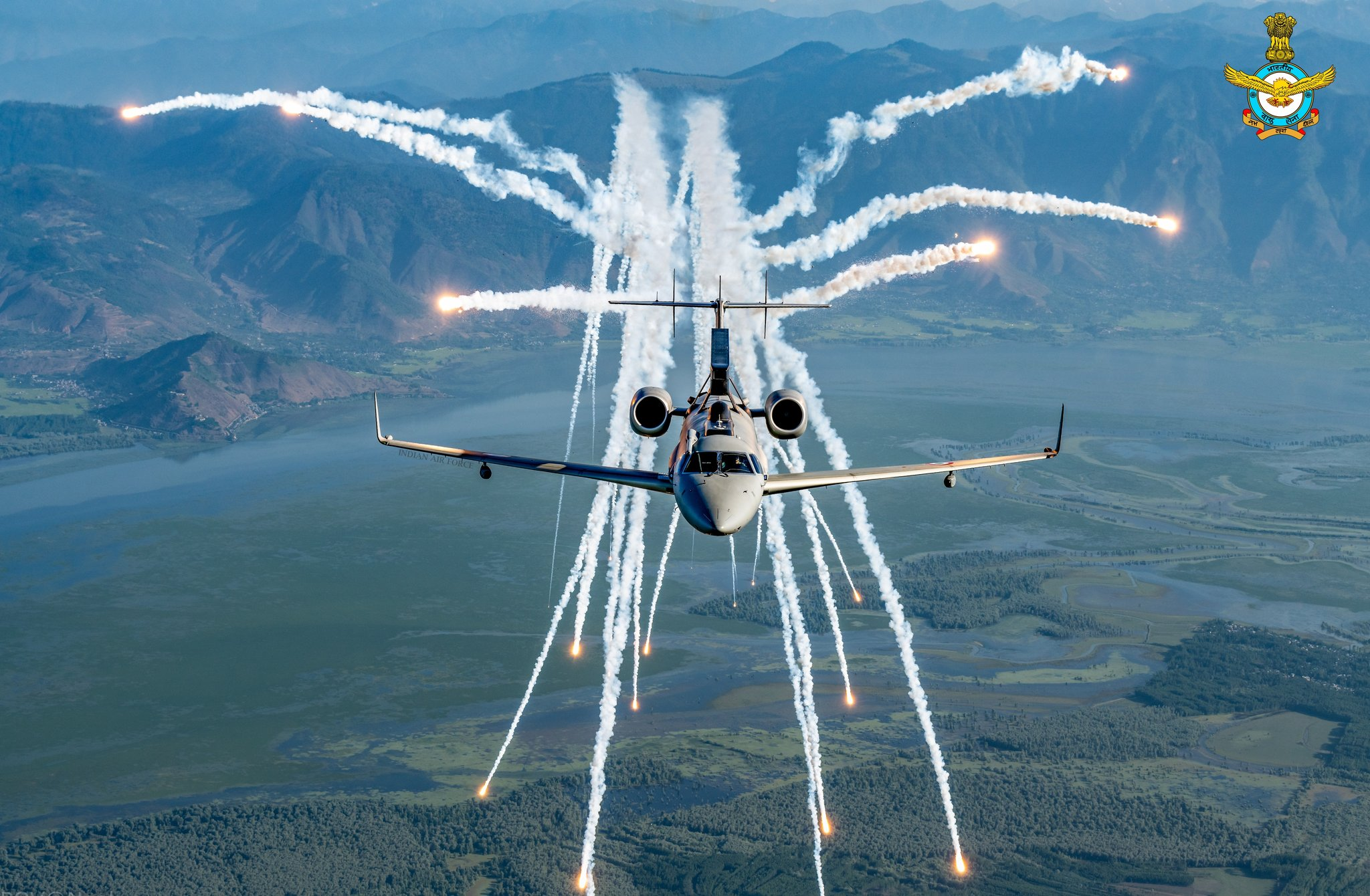
EMB-145I Netra podczas wystrzeliwania pułapek termicznych

## Wyposażenie
Sercem systemu wczesnego ostrzegania jest radiolokator L-STAR z dwiema aktywnymi antenami, złożonymi ze 160, niezależnych od siebie modułów nadawczo-odbiorczych. System pracuje w paśmie S o częstotliwości od 2 do 4 GHz. Anteny radaru umieszczone są podobnie jak w wersji P-99 lub szwedzkim Saab 340 AEW&C Erieye. Znajdują się w podłużnym pojemniku, umieszczonym nad kadłubem, wspartym na czterech pylonach. Według oficjalnych informacji, zasięg wykrywania uzależniony jest od wielkości celu i pułapu lotu, waha się w granicach od 200 do 375 km. Zakres obserwacji w azymucie wynosi ± 120° od osi podłużnej samolotu. Za jego opracowanie odpowiadał podporządkowane DRDO , Centrum ds. Systemów Pokładowych (Centre for Airborne Systems). Na pokładzie znajduje się pięć stanowisk operatorów systemów samolotu. Załoga składa się z dwóch pilotów i pięciu operatorów systemów pokładowych. W przypadku dłuższych misji możliwe jest zwiększenie liczby operatorów na pokładzie do ośmiu osób. Obok stanowisk pracy, załoga ma do dyspozycji pięć foteli wypoczynkowych. Obok wykrywania i śledzenia celów, samolot wyposażony jest również w systemy rozpoznania radiowego i elektronicznego. Może pełnić również rolę ośrodka tworzenia obrazu sytuacji taktycznej w powietrzu i jej monitorowania. Dzięki zaawansowanym systemom łączności, w tym łączności satelitarnej, samolot może przesyłać informacje do naziemnych stanowisk oraz platform lotniczych. Możliwe jest kierowani i naprowadzanie na cel do 40 samolotów przechwytujących. EMB-145I Netra wyposażony jest również w sztywną sondę do pobierania paliwa w powietrzu.

## Służba
Program notuje opóźnienia względem zakładanego harmonogramu prac. Pierwsza przeznaczona dla indyjskiego odbiorcy maszyna została oblatana 6 grudnia 2011 roku, druga 4 kwietnia 2012 roku. 17 sierpnia 2012 roku pierwszy samolot został uroczyście przekazany Hindusom podczas uroczystości, która odbyła się w São José dos Campos, w siedzibie producenta samolotu. Pięć dni później, 22 sierpnia samolot przybył do Indii. Pierwsza publiczna prezentacja nowej konstrukcji odbyła się w Bahrajnie, w styczniu 2014 roku w trakcie przelotu z Brazylii do Indii. Maszyna wzięła udział w pokazach Bahrain International Airshow. Wstępną gotowość operacyjną samoloty uzyskały w lutym 2017 roku. 14 lutego 2017 roku, w trakcie wystawy Aero India, uroczyście przekazano pierwszą maszynę siłą powietrznym. Drugi samolot, został przyjęty oficjalnie na uzbrojenie 11 września 2019 roku. Trzeci samolot jest egzemplarzem DRDO, która wykorzystuje go do prowadzenia badań i testów w locie. Eksploatacja samolotu napotkała liczne trudności. W efekcie DRDO wystąpiła z propozycją wymiany nosiciela systemu, miałby nim być transportowy CASA C-295, którego licencyjna produkcja ma zostać uruchomiona w Indiach przez należący do Tata Group, Tata Advanced Systems. Propozycja nie została przyjęta i kolejne samoloty mają opierać się nadal na brazylijskiej platformie. W październiku 2020 roku poinformowano, iż siły powietrzne zainteresowane są pozyskaniem kolejnych pięciu samolotów, wykorzystujących tę samą platformę lub jej zmodernizowaną wersję XR o wydłużonym zasięgu.